# جين شو (مخرجة)
جين شو (بالإنجليزية: Jenn Shaw)‏ هي مخرجة أمريكية، ولدت في 15 سبتمبر 1983.